# Peter Van den Ende
Peter Van den Ende (Antwerpen, 1985) is een Vlaams auteur en illustrator.

## Biografie
Peter Van den Ende volgde kunstonderwijs aan het H. Pius X-instituut in Antwerpen, waar hij in de schoolbibliotheek de boeken van Jules Verne – met de originele gravures van Edouard Riou en Alphonse Neuville – ontdekte. Vooral Twintigduizend mijlen onder zee zou een belangrijke inspiratiebron vormen. Van den Ende ging daarna biologie studeren aan de Universiteit Antwerpen, maar brak zijn studie voortijdig af om voor een hotelketen aan de slag te gaan als natuurgids voor toeristen op de Kaaimaneilanden. Na twee jaar keerde hij terug naar Antwerpen om zich toe te leggen op het tekenen.

## Werk
Peter Van den Ende debuteerde in 2019 met de graphic novel Zwerveling, een woordloos avontuur in zwart-wit over een papieren bootje dat de wereldzeeën afreist. Voor dit boek liet hij zich – naast Jules Verne – inspireren door Gustave Doré, Shaun Tan, Jim Woodring en Terry Gilliam en door zijn ervaringen tijdens het vele snorkelen in het koraalrif van de Kaaimaneilanden. Van den Ende tekende Zwerveling in Oost-Indische inkt – alle tekeningen zijn in hun oorspronkelijke formaat te zien in het boek – en gebruikte een uiterst fijne arceertechniek. De enige woorden die in Zwerveling voorkomen, zijn de namen op de schepen die het bootje tijdens zijn odyssee ziet. Deze verwijzen allemaal naar de wereld van het boek: wetenschappelijke namen van walvissen of inktvissen, de illustrators van Jules Verne ('Riou' en 'Neuville') en de onderzeeboot van de negentiende-eeuwse Spaanse uitvinder Monturiol ('Ictíneo'). Van den Ende werkte drie jaar aan het boek en nog voor het helemaal klaar was, werden de Engelse, Duitse en Franse rechten verkocht op de internationale Kinderboekenbeurs van Bologna. In november 2020 plaatste The New York Times Zwerveling in de top 25 van beste kinderboeken.
In 2020 maakte Peter Van den Ende de illustraties bij Het hele leven: De Schepping/Het Paradijs/De Hemel, de bundeling van het filosofische drieluik van Bart Moeyaert, in 2019 nog winnaar van de prestigieuze Astrid Lindgren-prijs. Van den Ende maakte deze keer ook gebruik van een schraaptechniek: sommige plaatsen in de tekening werden zwart gemaakt met inkt, waarna de witte lijnen werden weggeschraapt met een mesje.
Sinds 2020 werkt Van den Ende aan Fantasturian, het vervolg op Zwerveling. Het verhaal opent op een zolderkamer, waar het hoofdpersonage een idee uit zijn hoofd trekt, het in een bom steekt en die in een badkuip naar de maan wil vliegen.

## Prijzen en nominaties
- 2020: Nominatie voor de Woutertje Pieterse Prijs voor Zwerveling.[8]
- 2020: Winnaar Zilveren Penseel voor Zwerveling (Categorie geïllustreerde jeugdboeken).[9]

## Publicaties als auteur
- Zwerveling, 2019, 96 p., Querido - Amsterdam, ISBN 978-90-451-2006-5

## Publicaties als illustrator
- Het hele leven: De Schepping/Het Paradijs/De Hemel, Bart Moeyaert, 2020, 89 p., Querido - Amsterdam, ISBN 978-90-214-2219-0
- Iemands lief, Bart Moeyaert, 2021 (4e druk), 104 p., Querido - Amsterdam, ISBN 978-90-214-2980-9

## Exposities
- 2020 - Grafik in Brussel (BE).
- 2021 - Villa Verbeelding, vaste expo De ABC kamer (Van den Ende nam de letter 'Z' voor zijn rekening) in Hasselt (BE).
- 2021 - Illustratie Biënnale 2021 in Hilversum (NL).